# Parque de las Esculturas del Cerro Nutibara
Im Parque de las Esculturas del Cerro Nutibara (deutsch: Skulpturenpark von Cerro Nutibara) wurde 1983 eine Dauerausstellung von Skulpturen am Museo de Arte Moderno de Medellín auf Initiative des kolumbianischen Präsidenten Belisario Betancur Cuartas (1982–1986) eingerichtet. Der Skulpturenpark ist Teil des Parks Cerro Nutibara in Medellín.
Die ausgestellten Arbeiten stammen von nationalen und internationalen Bildhauern.

## Fotogalerie

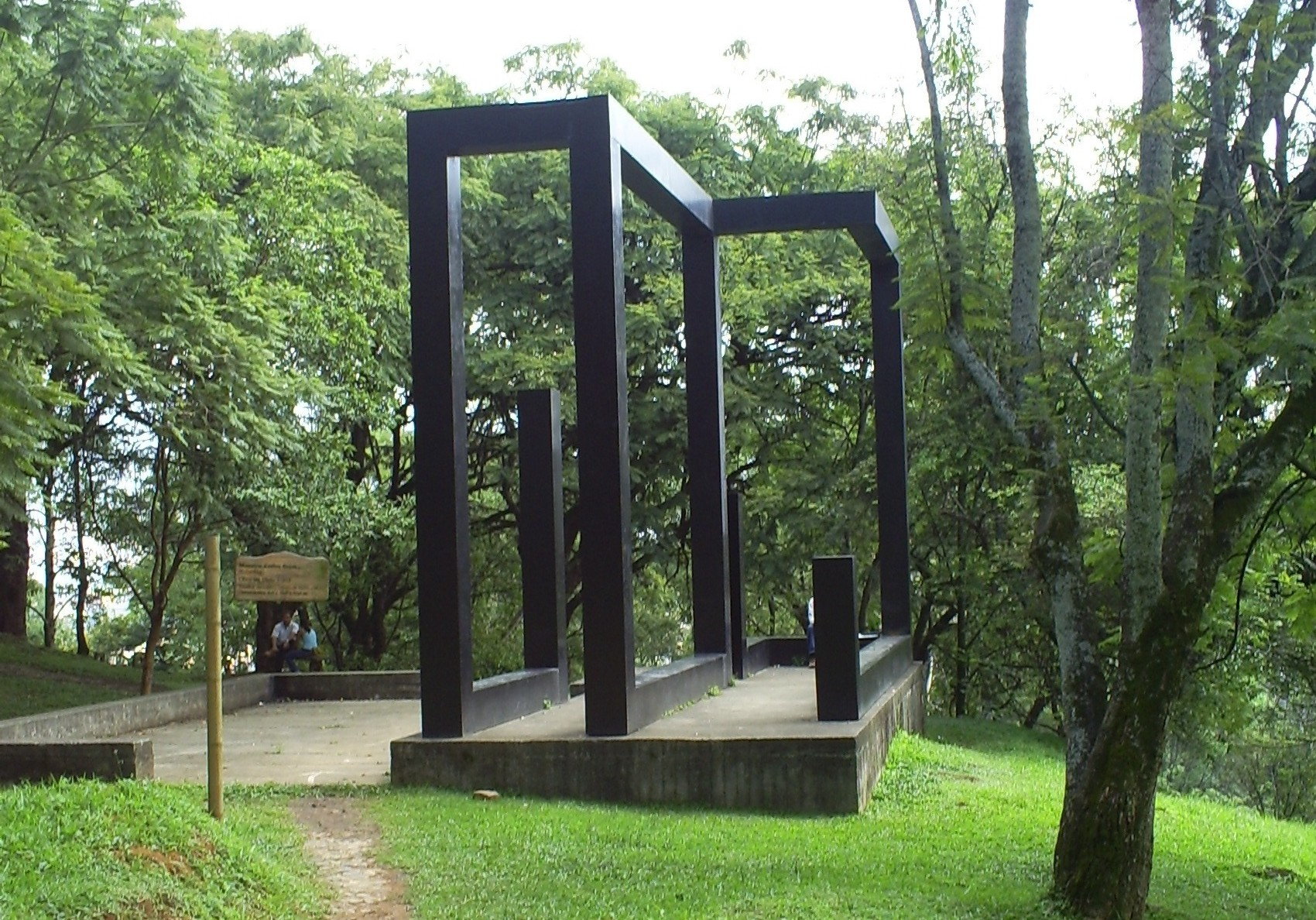
Ohne Titel von Carlos Rojas Gonzaléz, Kolumbien, (Beton und Stahl) (6,10×10,0m)
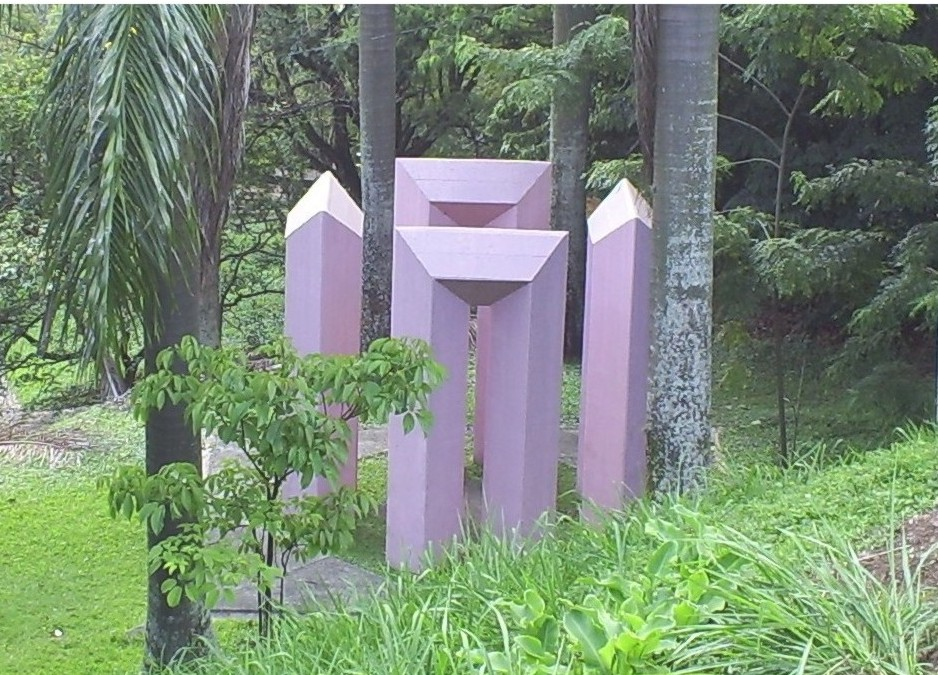
Ohne Titel von Alberto Uribe, Kolumbien, bewehrter Beton (4,50×7,0×7,0m)
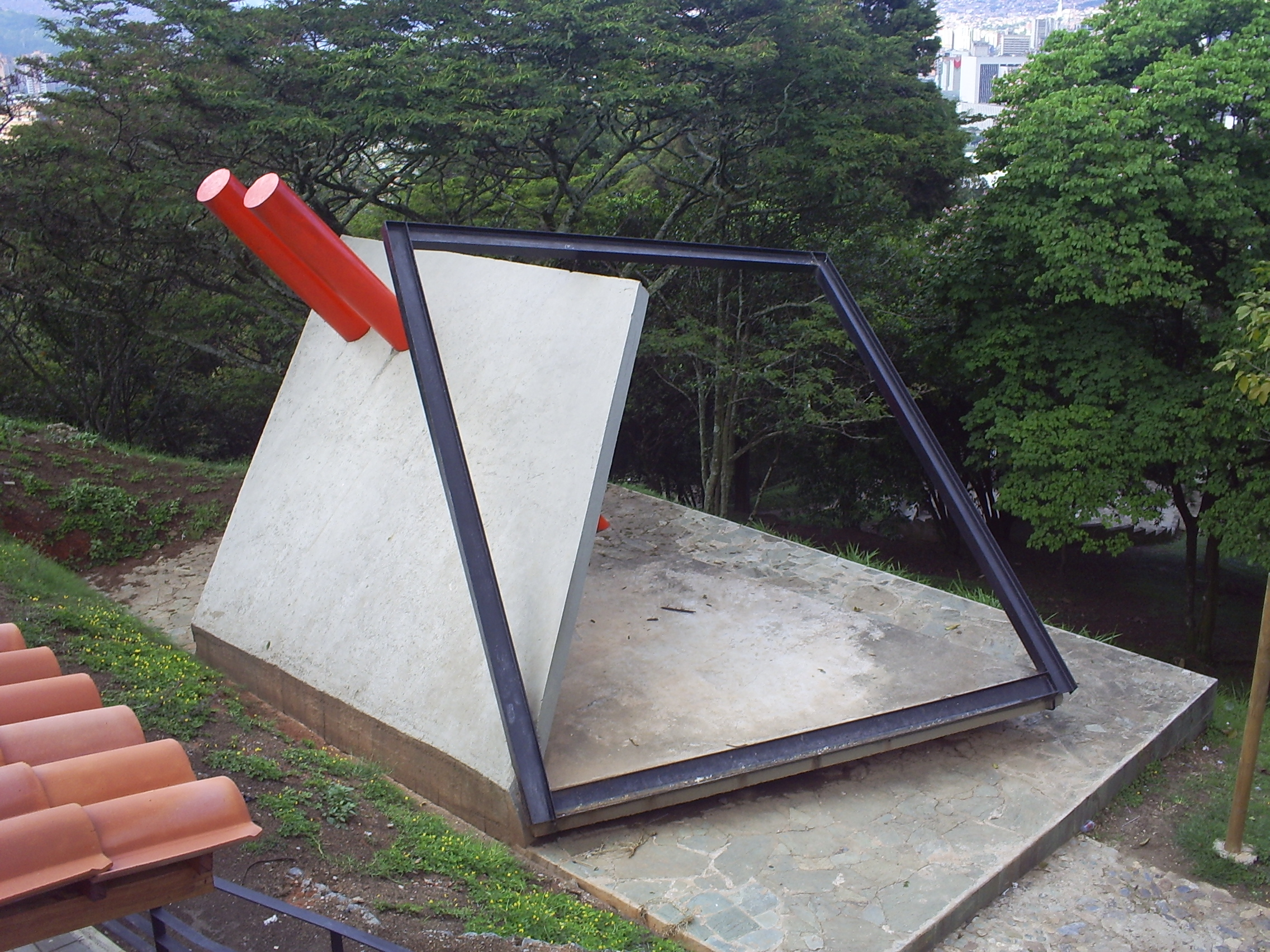
Construcción von Manuel Felguérez (Mexiko), Eisen und Beton (4,0×6,70×12,0m)
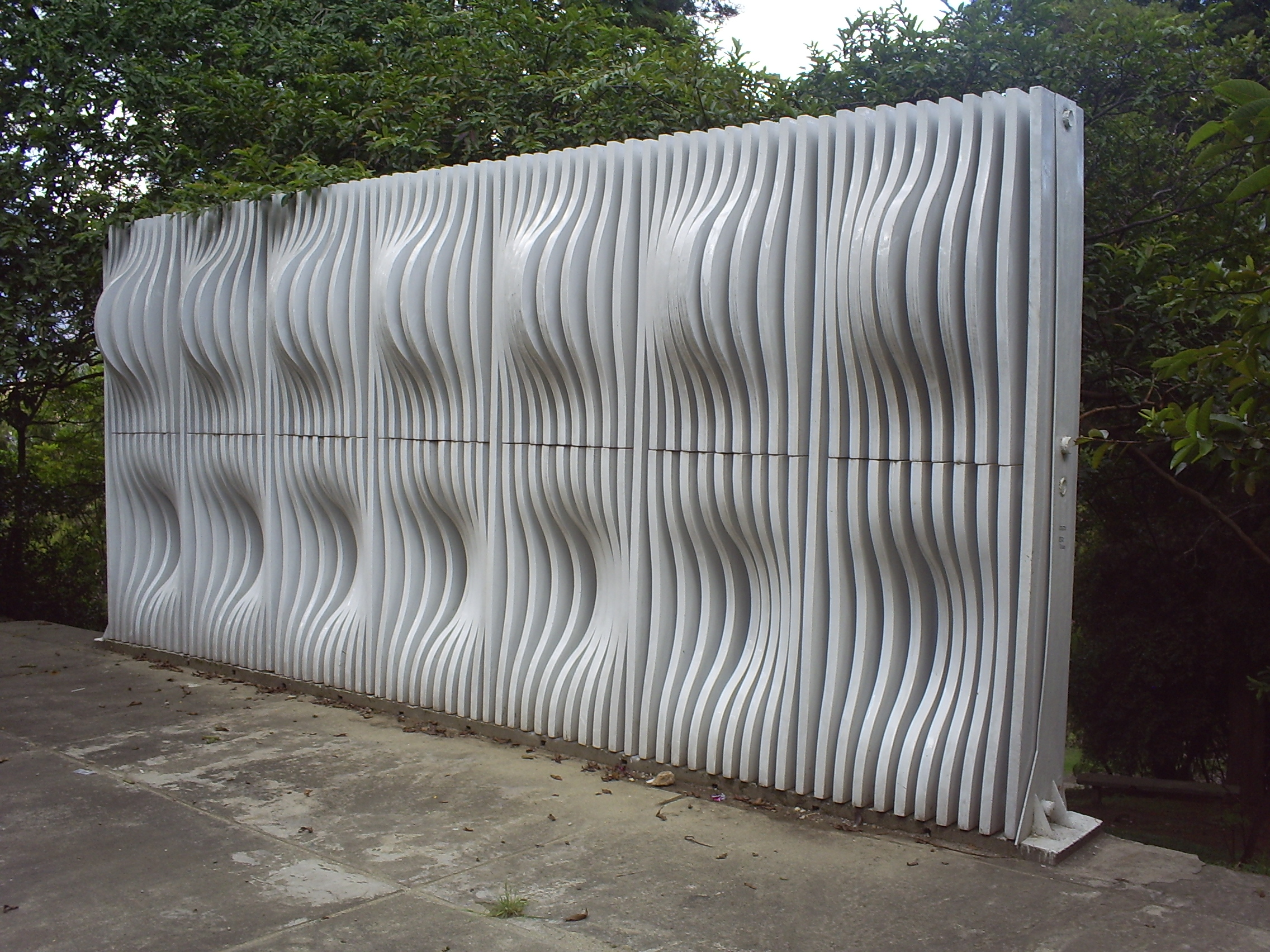
Ohne Titel von Julio Le Parc (Argentinien), Glasfaser und Glas zusammengefügt mit Aluminium (6,50×2,70m)
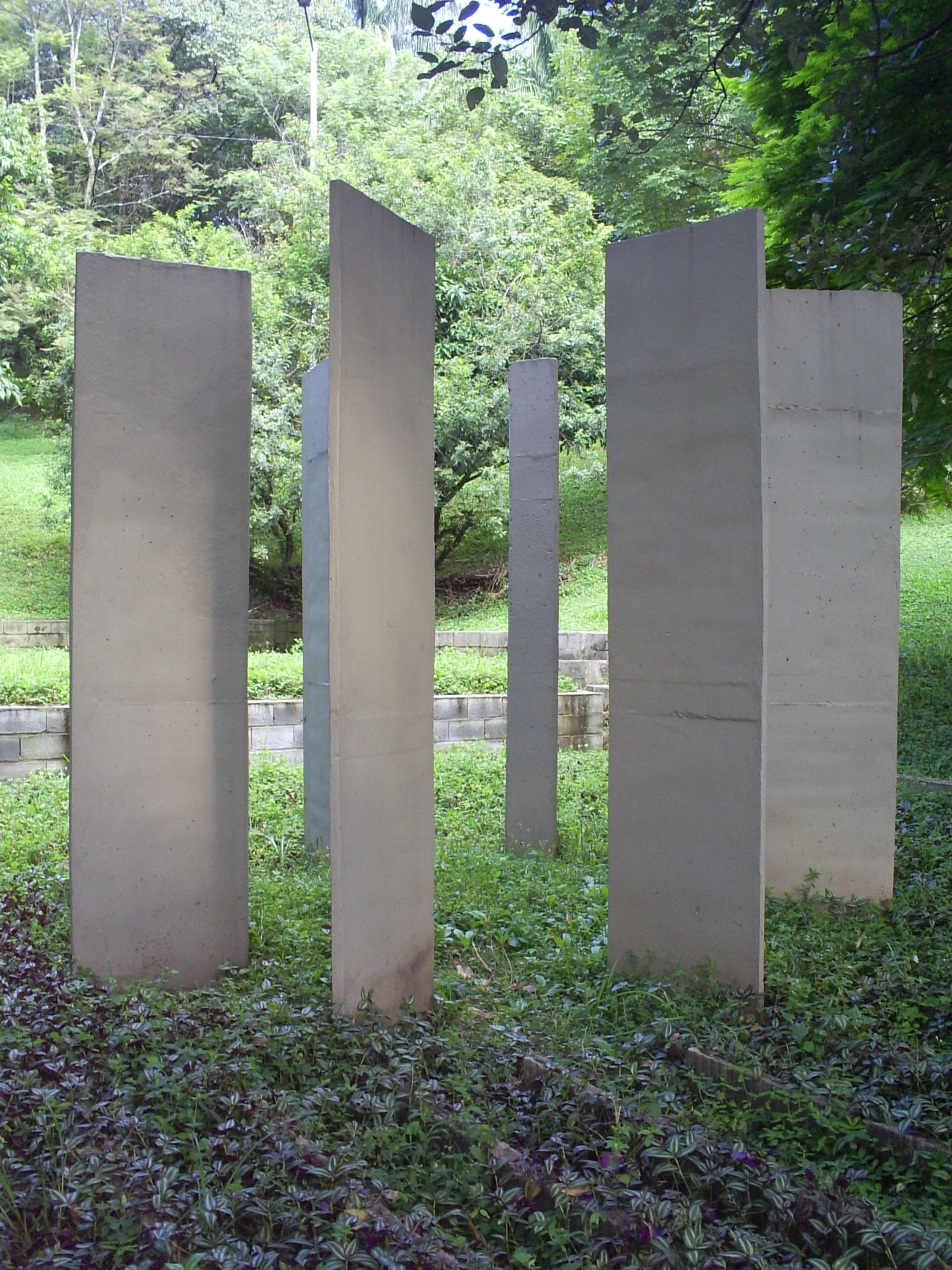
Estructura como vegetal von Carlos Cruz-Diez (Venezuela), Beton mit Bepflanzung (3,0×20,0×10,0m)
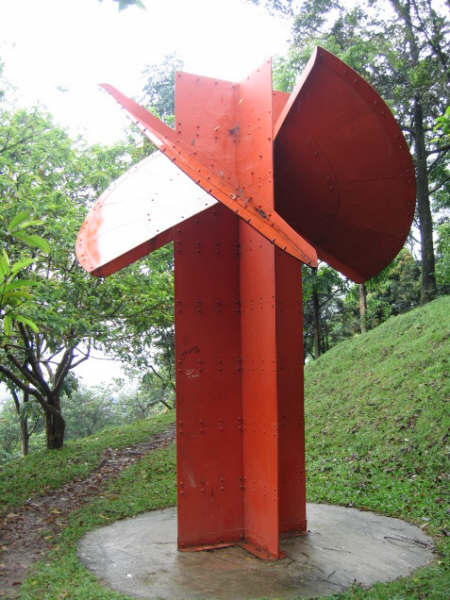
Torre von Edgar Negret (Kolumbien), Aluminium, 4,0m
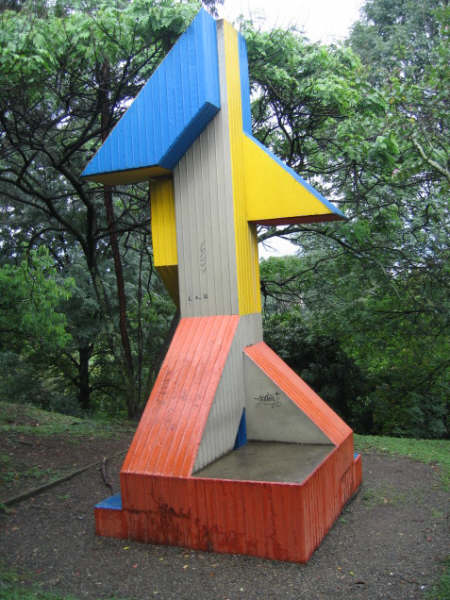
Signos aleteando al espacio von Otto Herbert Hajek (Deutschland), Beton, 6,0m
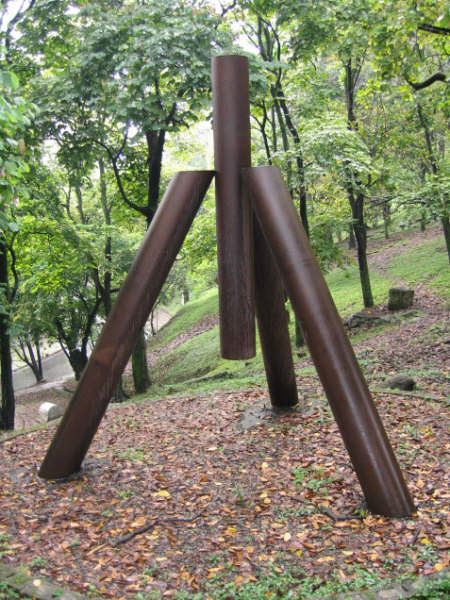
Construcción von Jhon Castles (Kolumbien), Stahlrohr, 3,80 m.
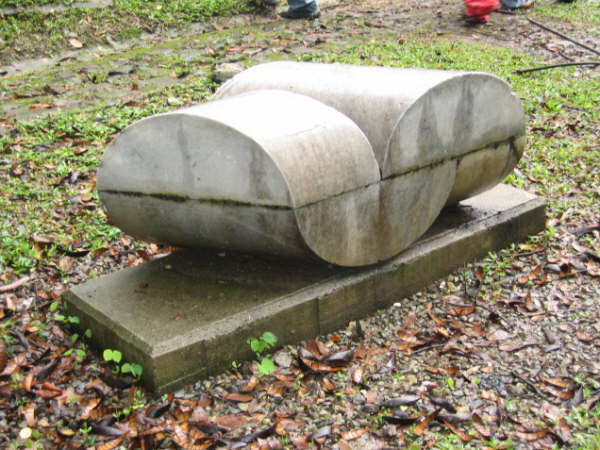
Ohne Titel von Sergio de Camargo (Brasilien), Marmor (0,70×0,70×0,70m und 0,50×1,26×0,50m).
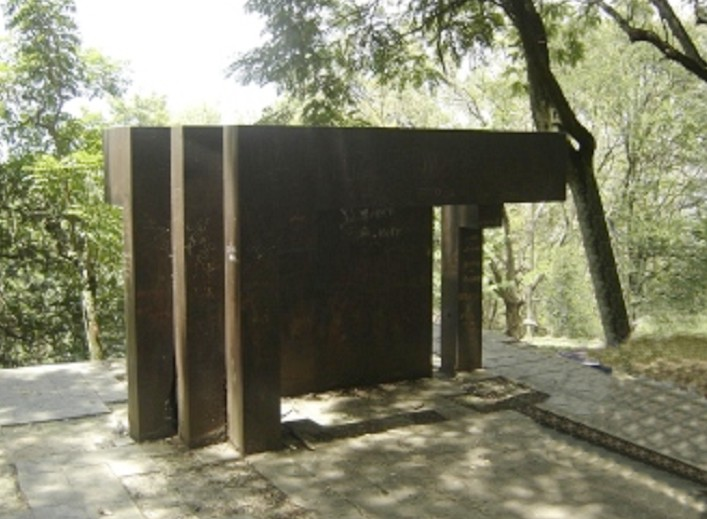
Ohne Titel von Ronny Vayda (Kolumbien), Eisen (2,40×3,60×1,50m)